# Diaethria clymena
Diaethria clymena es una especie de lepidóptero de la familia Nymphalidae. Se la encuentra en varios países, desde México hasta la selva misionera del noreste de Argentina, pasando por Perú y Brasil. También se encuentra en la Cordillera de Los Andes colombianos.  

## Descripción
Tiene una  envergadura de unos 30-40 mm. En su cara ventral, los adultos son de color negro con una franja azul en cada ala. La parte inferior es de color rojo y blanco con rayas negras que se parecen al número ochenta y ocho o el número ochenta y nueve.
La larvas se alimentan de  Trema lamarckianum, Trema micranthum, y de especies de Theobroma.

## Subespecies
Relación de subespecies.
- Diaethria clymena aurelia (Guenée, 1872)
- Diaethria clymena beleses (Godman & Salvin, 1889) (Panamá)
- Diaethria clymena bourcieri (Guenée, 1872) (Ecuador)
- Diaethria clymena clymena (Guyana, Brasil (Amazonas))
- Diaethria clymena colombiana (Viette, 1958) (Colombia)
- Diaethria clymena consobrina (Guérin-Méneville, [1844]) (Colombia, Venezuela)
- Diaethria clymena dodone (Guenée, 1872) (Colombia)
- Diaethria clymena janeira (C. Felder, 1862) (Brasil (Río de Janeiro, São Paulo), Paraguay)
- Diaethria clymena juani Neild, 1996 (Venezuela)
- Diaethria clymena marchalii (Guérin-Méneville, [1844])  (Nicaragua a Colombia)
- Diaethria clymena meridionalis (Bates, 1864) (Brasil (Río Grande do Sul, Santa Catarina))
- Diaethria clymena peruviana (Guenée, 1872) (Perú, Bolivia, Ecuador)
- Diaethria clymena seropina (Röber, 1924) (Brasil (Pará)

## Galería

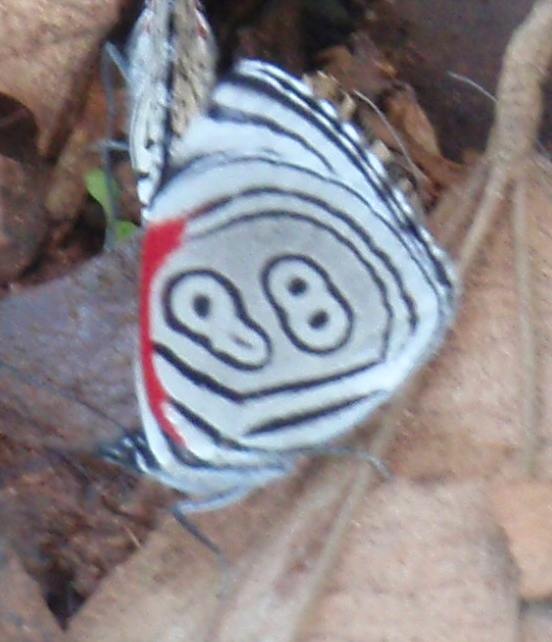
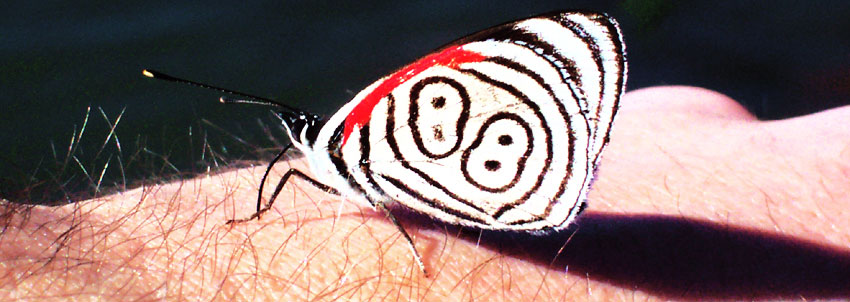
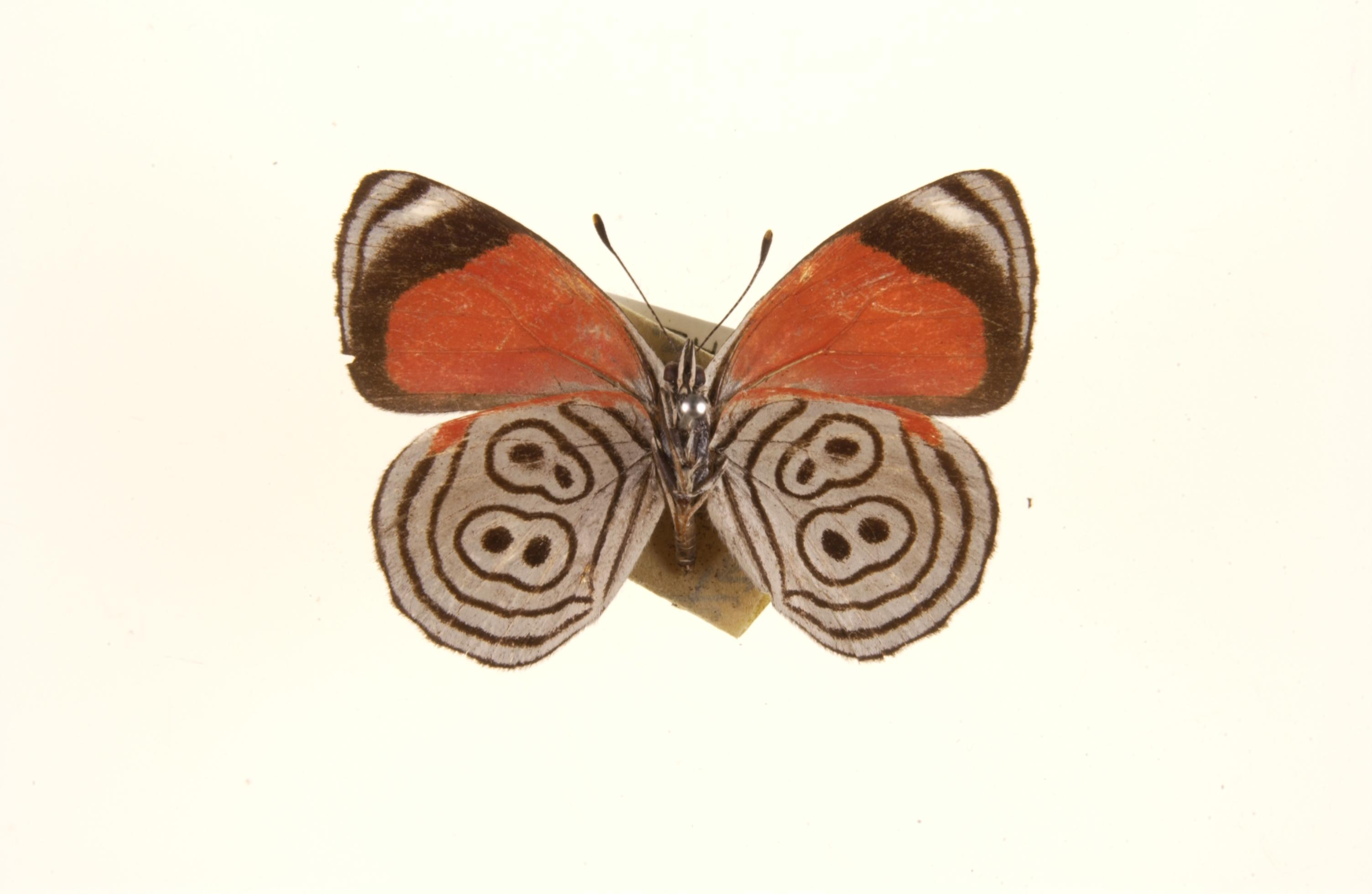
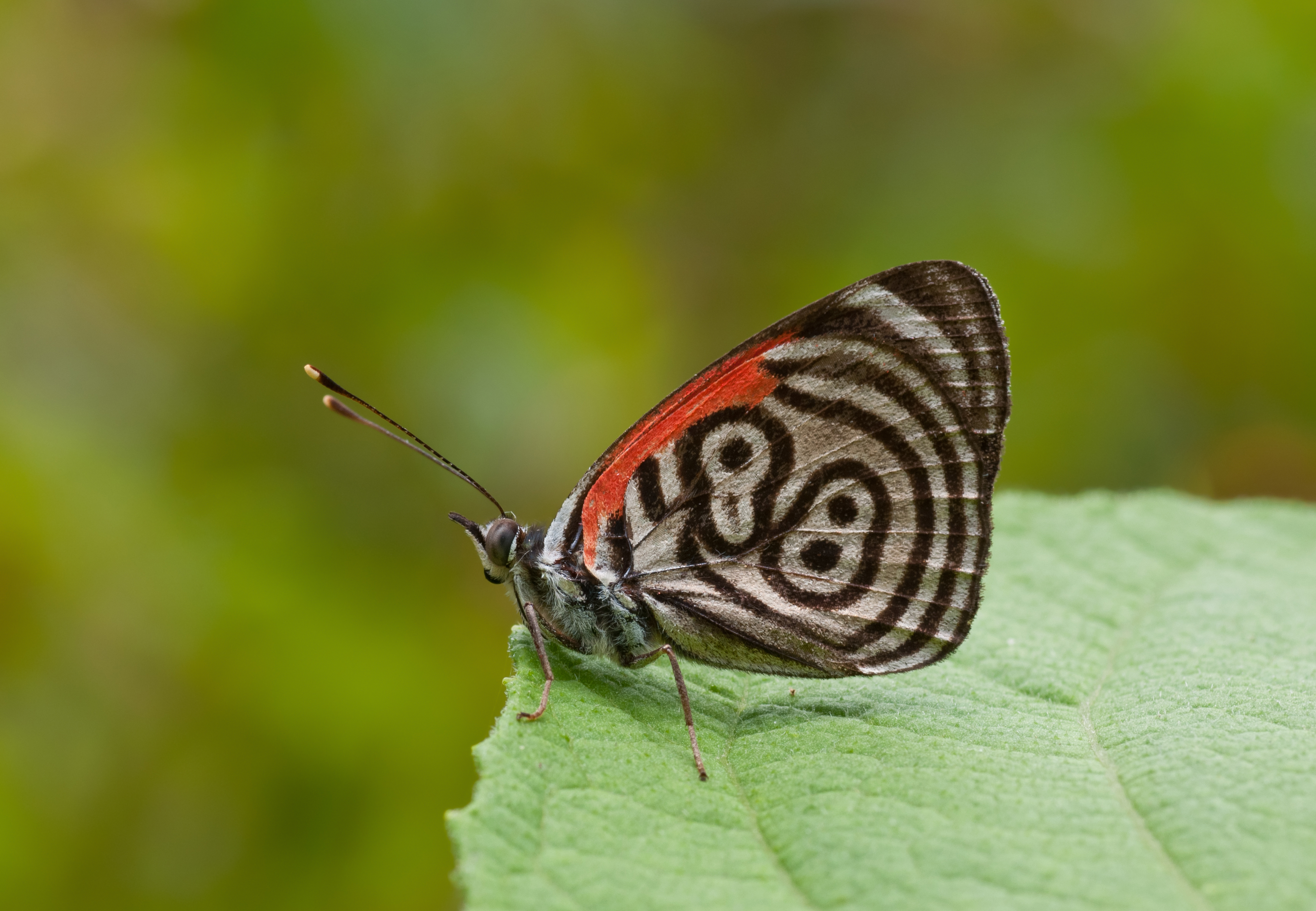